# النعيمة (المغرب)
النعيمة قرية مغربية تنتمي لعمالة وجدة - أنكاد وتضم 1.151 ساكنا (إحصاء 2004). عرفت نمو ديموغرافي كبير بعد إنشاء مشروع إسمنت سيور في سنة 1978 وكان معمل إنتاج صغير مغربي جزائري تحول في ما بعد إلى هولسيم بعد تخصيصه، وأصبحت مغربية إثر إغلاق الحدود بين البلدين. تنقسم البلدة إلى قسمين، القرية القديمة والمجمع السكني المبني لعمال المصنع.
أخذت النعيمة اسمها من تصغير لاسم النعامة وهو الطائر المعروف، وقد كان موجودا بكثرة في هذه الناحية.

## السكان
خلال إحصاء 1994 كان عدد الساكنة 1641 نسمة لكنه بناء على إحصاء 2004 تراجع عددهم
إلى 1129 يتوزعون على 218 أسرة في حين يصل عدد المنازل الفارغة 128 منزلا. يوجد في الحي
الإداري للجماعة بعض ساكنه من مربي الماشية والبعض الآخر يعملون بالخارج بالإضافة إلى ممارسة بعضهم لمهن حرة مختلفة ويتموقع جغرافيا وسط المدينة. بينما يشكل الحي التجاري القلب النابض تجاريا بالنسبة للجماعة حيث يوجد السوق الأسبوعي والعديد من المحلات التجارية ذات الأنشطة المختلفة.

### الطريقة القادرية البودشيشية
أصبحت النعيمة محجا لمريدي الطريقة القادرية البودشيشية وللزائرين وللباحثين في التصوف من داخل المغرب وخارجه منذ إنشاء زاوية تبعد بعشر كيلومترات غرب النعيمة وهذا الفرع تابع للزاوية الأم الكائنة بمداغ ناحية بركان، أصبحت مقصدا لا ينقطع زواره منذ أن اتخذها الشيخ سيدي حمزة القادري البودشيشي شيخ الطريقة القادرية البودشيشية مقرا لإقامته، وتعرف زاوية النعيمة نشاطا روحيا خصوصا في شهري رمضان المعظم و غشت حيث يستغل الطلبة والاساتذة والمهتمين هذين الشهرين للعبادة والعلم والبحث. ويختم شهر أغسطس في الثلاثين منه بحفل يحضره أتباع الطريقة ومقدموها والعلماء والفقهاء والمهتمون بالشأن الصوفي.